# Glenn Corsiga
Glenn Montebon Corsiga (ur. 21 stycznia 1965 w Dumaguete) – filipiński duchowny rzymskokatolicki, biskup diecezji Ipil od 2025.

## Życiorys

### Prezbiterat
Święcenia kapłańskie przyjął 14 grudnia 1993 i został inkardynowany do diecezji Dumaguete. Wikariusz parafii katedralnej (1993-1994). W latach 1994-1997 był proboszczem w Pasay. Ojciec duchowny seminarium w latach 1997-2002. Kapelan Uniwersytetu św. Pawła w Dumaguete w latach 1998-2006. W latach 2002-2014 rektor seminarium. Proboszcz parafii św. Jakuba Większego w Tanjay (2014-2020). W latach 2014-2017 wikariusz biskupi rejonu północnego. Wikariusz generalny diecezji w latach 2017-2025. W latach 2020-2025 proboszcz parafii św. Augustyna z Hippony w Bacong.

### Episkopat
14 kwietnia 2025 papież Franciszek mianował go biskupem diecezji Ipil. Sakry udzielił mu 29 lipca 2025 metropolita Zamboangi, arcybiskup Julius Tonel. 